# Ulica Sudecka we Wrocławiu
Ulica Sudecka – wytyczona pod koniec XIX w. ulica (wówczas pod niem. nazwą Hohenzollernstraße) w południowym przedmieściu Wrocławia, w utworzonej tu dzielnicy cesarza Wilhelma I Hohenzollerna (Kaiser-Wilhelm-Viertel). Początkowo na swoim południowym skraju kończyła się na skrzyżowaniu z aleją Wiśniową, przy wybudowanej nieco później (w 1904) wieży ciśnień przy Wiśniowej. Przecinała się wówczas z wytyczoną w tym samym okresie Kleinburger Straße (później Kaiser-Wilhelm-Straße, dzisiejszą ulicą Powstańców Śląskich) na dużym, okrągłym placu (Kaiser-Wilhelm-Platz, po I wojnie światowej Hindenburgplatz), który dziś nosi nazwę Placu Powstańców Śląskich. Dalej Hohenzollernstraße biegła na północ, przecinając prostokątny Höfchenplatz (dziś plac Hirszfelda), następnie mniejszy okrągły plac na skrzyżowaniu z Gabitzstraße (Gajowicką) oraz po zachodniej pierzei trójkątnego Hohenzollernplatz (późniejszy plac Jakuba Szeli, obecnie Skwer Ptasi Zagajnik) aż do Gräbscherner Straße (Grabiszyńskiej). Cała ulica, między Kirschstraße (Wiśniową) a Gräbscherner Straße (Grabiszyńską) miała (podobnie jak ul. Powstańców) dwie jezdnie i szeroki pas zieleni pośrodku pomiędzy nimi. Parę lat po przyłączeniu w 1897 r. do miasta wsi Kleinburg (dziś Borek) nazwę Hohenzollernstraße nadano również (około 1904) dotychczasowej Platanenalee (alei Platanowej, pomiędzy Wiśniową a Dębową) i jej przedłużeniu, Parkstraße (ul. Parkowej); w ten sposób ulica została przedłużona o dalsze półtora kilometra, aż do wiaduktu pod Towarową Obwodnicą Wrocławia (przy skrzyżowaniu ze Ślężną koło Parku Południowego). Ten odcinek miał już (i ma nadal) jezdnię pojedynczą, bez pasa zieleni. W 1909 r. przy Sudeckiej na odcinku pomiędzy wieżą ciśnień a placem Powstańców zbudowano ewangelicki kościół św. Jana (dziś jest to świątynia katolicka pod wezwaniem św. Augustyna).

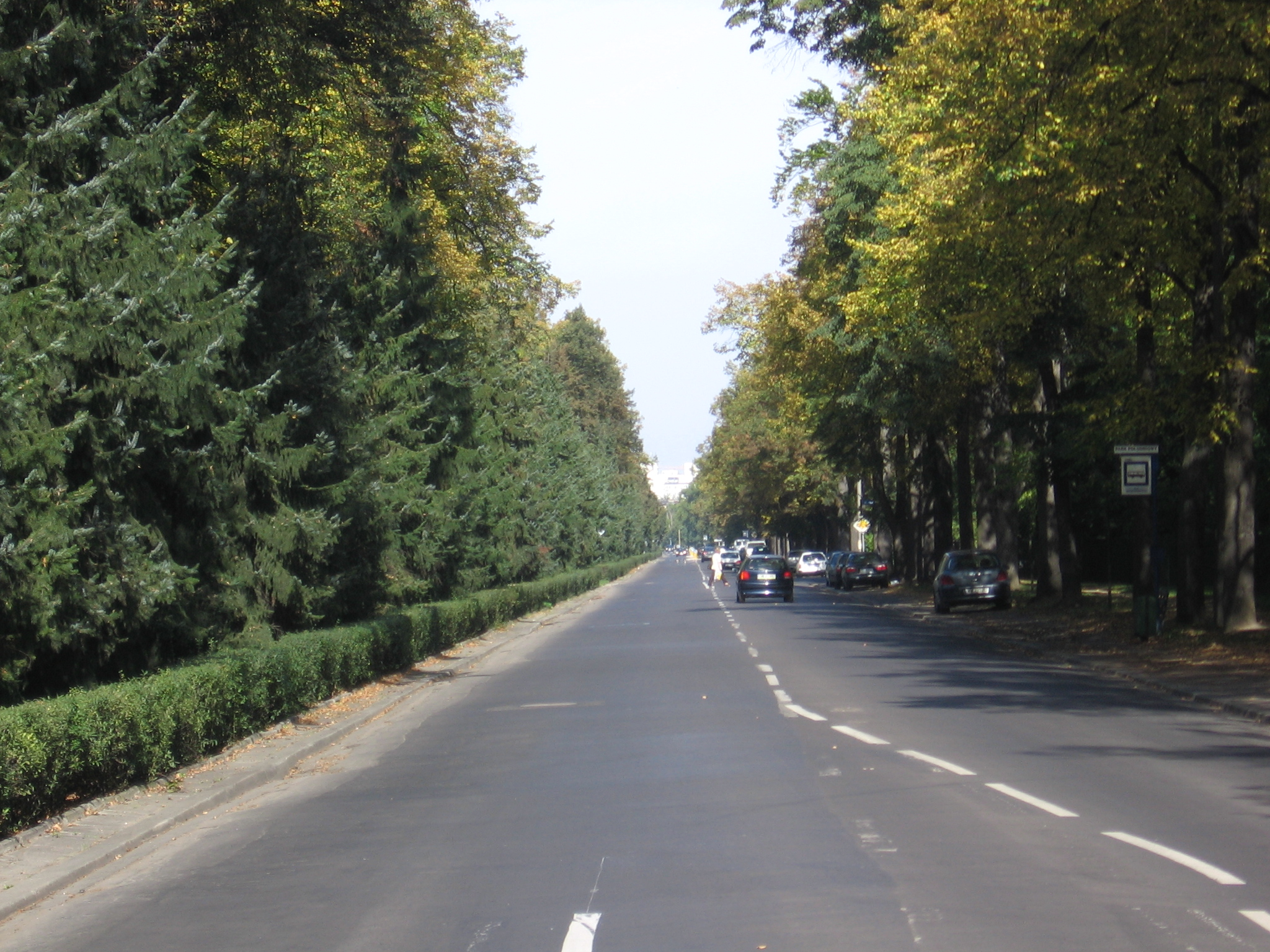
końcowy, jednopasmowy odcinek Sudeckiej przy Parku Południowym (z lewej); widok na północ

Po wojnie cała 3,5-kilometrowa Hohenzollernstraße nazwana została Sudecką. W 1969 r. władze miasta Zaporoże w Ukraińskiej SRR nazwały jedną ze swoich ulic „Wrocławską”. Komunistyczne władze Wrocławia uznały, że powinny uhonorować ukraińskie miasto w podobny sposób i fragment ulicy Sudeckiej – od Grabiszyńskiej do Placu Powstańców Śląskich – przemianowały na ulicę Zaporoską. Po odcięciu Zaporoskiej dzisiejsza Sudecka ma już tylko około 2 km długości (od Placu Powstańców Śląskich do Ślężnej). Przy ulicy powstała nowa zabudowa, między innymi w ramach Osiedla pod Jaworami.